# Metepec (Hidalgo)
Metepec es una localidad mexicana, cabecera del municipio de Metepec en el estado de Hidalgo.

## Toponimia
Del náhuatl metl maguey y tepetl cerro por lo que su nombre significa “en los cerros de los magueyes”.

## Geografía
Se encuentra en la región geográfica del Valle de Tulancingo; a la localidad le corresponden las coordenadas geográficas 20° 14’ 18.277” de latitud norte y 98° 19’ 19.792” de longitud oeste, con una altitud de 2147 m s. n. m. Cuenta con un clima templado subhúmedo con lluvias en verano, de humedad media; registrando una temperatura media anual de 15 °C a 16 °C, y se presenta una precipitación pluvial de 950 mm por año, siendo los meses de abril y junio los periodos de lluvia.
En cuanto a fisiografía se encuentra en la provincia de la Eje Neovolcánico, dentro de la subprovincia de los Lagos y Volcanes de Anáhuac; su terreno es de llanura y sierra. En lo que respecta a la hidrografía se encuentra posicionado en la región del Pánuco, dentro de la cuenca el río Moctezuma, y en la subcuenca del río Metztitlán.

## Demografía
En 2020 registro una población de 2248 personas, lo que corresponde al 17.19 % de la población municipal. De los cuales 1064 son hombres y 1184 son mujeres.
| Gráfica de evolución demográfica de Metepec entre 1900 y 2020 |
|                                                               |
| Población registrada por los censos y conteos del INEGI.      |